# Як пропатчити KDE2 під FreeBSD?

Знімок сайту із запитанням Президенту України Віктору Ющенку

Як пропатчити KDE2 під FreeBSD? — популярний жарт у Інтернеті, який виник після розміщення на російському Інтернет-цитатнику bash.org.ru, котрий довгий час перебував на першому місці за рейтингом. Тема запитання не зовсім відповідає обставинам, де воно вперше було написане, на чому і ґрунтується жарт.
Це питання ставили президенту України Віктору Ющенку, на що він відповів «Ну, шановні друзі, пропатчити можуть допомогти програмісти з секретаріату президента. Другий варіант – я б просто радив вам користуватися новим програмним забезпеченням і не морочити собі голову».

## Текст цитати
<Sashok> -- Добрий день, це канал про аніме?
 -- Так.
 -- Як мені пропатчити KDE2 під FreeBSD?
В оригіналі:
<Sashok> -- Здравствуйте, это канал об аниме?
 -- Да.
 -- Как мне пропатчить KDE2 под FreeBSD?

## Походження цитати
Фраза була надрукована на IRC-каналі #anime сервера RusNet 8 травня 2004 року. Автор фрази — Олександр Косирін, один зі значних діячів російського аніме-фендома, відомий в Живому Журналі під псевдонімом dead_persimmon. Після цього фраза потрапила на Інтернет-цитатник bash.org.ru. Цитата стала дуже швидко рости у рейтингу, і найближчим часом зайняла перше місце.